# Clásica de San Sebastián 1988
La 8.º edición de la Clásica de San Sebastián se disputó el 13 de agosto de 1988, por un circuito por Guipúzcoa con inicio y final en San Sebastián, sobre un trazado de 244 kilómetros.
El ganador de la carrera fue el holandés Gert-Jan Theunisse (PDM-Concorde), que se impuso al española Enrique Aja (Teka) en la llegada a San Sebastián. El también holandés Steven Rooks (PDM-Concorde) completó el podio.

## Clasificación final
| Posición | Ciclista            | Equipo             | Tiempo   |
| -------- | ------------------- | ------------------ | -------- |
| 1        | Gert-Jan Theunisse  | PDM-Concorde       | 6h09'36" |
| 2        | Enrique Aja         | Teka               | s.t.     |
| 3        | Steven Rooks        | PDM-Concorde       | a 6"     |
| 4        | Marino Lejarreta    | Caja Rural-Orbea   | s.t.     |
| 5        | Andreas Kappes      | Toshiba            | a 37"    |
| 6        | Miguel Induráin     | Reynolds-Pinarello | s.t.     |
| 7        | Jesús Blanco Villar | Teka               | s.t.     |
| 8        | Raúl Alcalá         | 7 Eleven           | s.t.     |
| 9        | Ludo Peeters        | Superconfex-Yoko   | s.t.     |
| 10       | Michael Wilson      | Weinmann-La Suisse | s.t.     |